# 林口 (臺北市)
林口位於今中正區及大安區的南部與文山區交接處，包括中正區林興里與富水里的全部、文盛里與水源里除捷運公館站站體附近以外的大部分、河堤里與頂東里的東南角、大安區古莊里東南角、古風里南半部、大學里除北端及東側以外大部分、學府里集思台大會議中心一帶、文山區萬年里東北角。
林口於清治晚期及日治前期作為行政區名稱使用，1922年臺北市西側重劃後改稱水道町，林口之名逐漸少用，今日多半以水源地、公館來稱呼本區。

## 地名由來
鄰近的內埔地區在十八世紀時為一片森林，本區在頂內埔森林口附近因此被稱為「林口」，另在森林另一端下內埔北側有一「林尾」之地名與其對應。

## 歷史
台灣清治末期至日治前期，該地區為一街庄，稱為「林口庄」，隸屬於大加蚋堡。該庄北面古亭村庄，東北端一小段與大安相接，東與頂內埔庄為鄰，南邊為萬盛庄，西邊隔新店溪與秀朗庄、龜崙蘭溪洲庄相望。
1901年（日治明治三十四年）11月，林口庄為臺北廳直轄，隸屬於第四區。1906年（明治三十九年）1月，第四區改名「古亭村區」。1920年（大正九年）該庄改制為「林口」大字，隸屬於臺北州臺北市。1922年4月町目劃分時，林口大字改制為水道町，轄區略有調整。
戰後臺北市改制為省轄市。1946年2月臺北市劃分為10個區，林口地區隸屬於古亭區，水道町改劃為水源、林口、大學3里。1968年7月臺北市改制為院轄市。1990年3月，臺北市各區重劃，林口地區改隸中正、大安2區。

## 交通
台北捷運松山新店線經過林口地區北端設有台電大樓站，東側頂內埔地區鄰近本地區處設有公館站。鄰近居民可由此等路線及相關路網快速前往大台北地區各地，或至台北車站轉搭高鐵、台鐵或客運前往全台各地。
省道台9線（羅斯福路三、四、五段）經過本地區東部邊界地帶，是重要的平面聯外道路。

## 地標

### 學校
- 國立臺灣大學水源校區
- 螢橋國中
- 古亭國小

### 廟宇
- 林口永興宮